# جوميكورت (باد كاليه)
جوميكورت، باد كاليه (بالفرنسية: Gommecourt, Pas-de-Calais)‏ هي بلدية تقع في إقليم باد كاليه من منطقة نور با دو كاليه في شمال فرنسا. تبلغ مساحة هذه المدينة 3.35 (كم²)، وترتفع عن سطح البحر 148 م، يبلغ عدد سكانها 126 نسمة حسب إحصاء المعهد الوطني للإحصاء والدراسات الاقتصادية سنة 2009 م. وترأس Michel Lecrivent البلدية خلال فترة (2008-2014).